# Thor Hjorth-Jenssen
Thor Hjorth-Jenssen, född 4 juli 1923 i Trondheim, död 3 maj 1992 i Bergen, var en norsk skådespelare. Han var son till skådespelaren Egil Hjorth-Jenssen.
Hjorth-Jenssen debuterade 1945 vid Den Nationale Scene. Åren 1947–1948 verkade han vid Rogaland Teater, 1948–1950 vid Det Gamle Teater i Oslo, 1952–1967 vid Oslo Nye Teater, 1967–1976 vid Trøndelag Teater, 1976–1982 åter vid Rogaland Teater och från 1983 åter vid Den Nationale Scene. Han spelade bland annat Osvald i Gengångare, Tesman i Hedda Gabler, Jepikodov i Körsbärsträdgården, Arvik i Når den ny vin blomstrer och Nathan i Nathan den vise. Han var känd som en karaktärskonstnär med en bred repertoar som innefattade allt från klassisk komedi till absurd teater, operetter och realistisk dramatik.
Vid sidan av teatern verkade han som filmskådespelare. Han debuterade 1951 i Tancred Ibsens Storfolk og småfolk och gjorde knappt 20 film- och TV-roller fram till 1988. Under 1960-talet verkade han vid TV-teatern.

## Filmografi (urval)
- 1951 – Storfolk og småfolk
- 1955 – Pyromanen
- 1955 – Den blodiga vägen
- 1957 – På slaget åtte
- 1959 – Herren och hans tjänare
- 1960 – Venner
- 1960 – Veien tilbake
- 1961 – Hans Nielsen Hauge
- 1962 – Nå gjør vi så...!
- 1983 – SK 917 har just landat! (TV-serie)
- 1987 – Turnaround
- 1988 – Nattseilere (TV-serie)